# Jacques Collin de Plancy

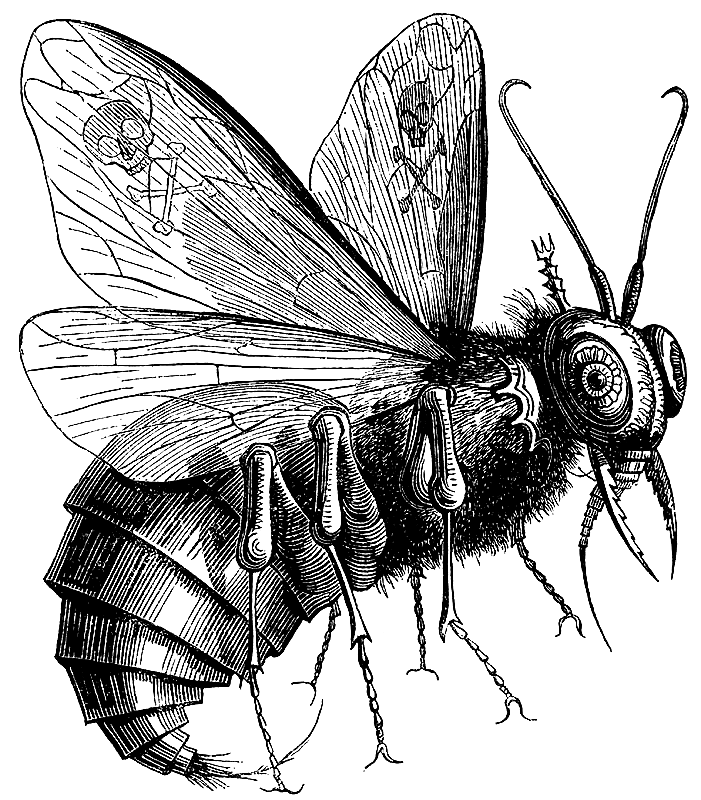
Belcebú dibujado por Collin de Plancy para su Dictionnaire Infernal (París, 1863).

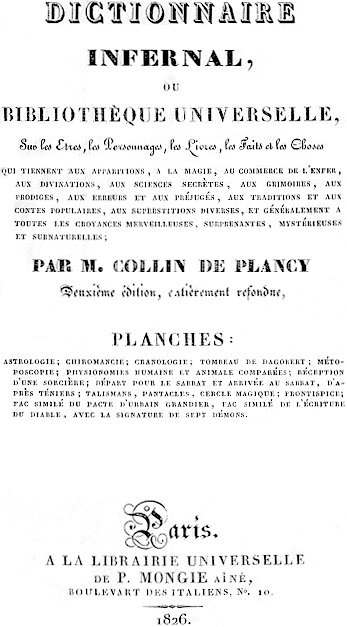
Portada de Dictionnaire Infernal de 1826.g

Jacques Auguste Simon Collin de Plancy (Plancy-l'Abbaye, 30 de enero de 1793 - París ? 6 de noviembre de 1887), fue un escritor, ocultista y demonólogo francés; editor de importantes trabajos sobre el ocultismo y la demonología. 

## Biografía
Libre pensador influido por Voltaire, fue impresor-editor de libros en su villa natal Plancy-l'Abbaye. Entre 1830 y 1837 reside en Bruselas, y regresa a Francia para en la década sucesiva  renunciar a sus errores y retomar la fe católica. 
Collin de Plancy siguió la tradición de muchos demonólogos previos, de catalogar a los demonios por el nombre y el título de nobleza, como sucedió con grimorios, Pseudomonarchia daemonum, y Las Clavículas de Salomón entre otros.
En 1818 su obra más conocida, Dictionnaire Infernal, se publicó por primera vez, y en 1863 fueron agregados algunas imágenes que hicieron famosa la edición; éste es un libro sobre demonología, que contiene algunos dibujos imaginativos con respecto a la apariencia de ciertos demonios. Se considera uno de los trabajo más extensos como documentación de libros, hechos, cosas, personas, seres, apariencia, magia, comercio en el infierno, adivinaciones, ciencias ocultas, libros negros, los prejuicios, las tradiciones, los cuentos, las creencias en supersticiones, el sorprender, lo misterioso y lo sobrenatural. 

## Obra
- Dictionnaire Infernal (Diccionario Infernal) 1818
- Historia de los vampiros y de los espectros maléficos (1820),  trad. de Ángel Espinosa Gadea, Barcelona, Letra Minúscula, 2025.
- Dictionnaire critique des reliques et des images miraculeuses (Diccionario crítico de Reliquias e Imágenes Milagrosas) 1821
- Traité des reliques de Jean Calvin (Tratado de Reliquias de Jean Calvin) 1822

- Histoire du Manneken Pis racontée par lui-même || La historia de Manneken Pis narrada por él mismo || 1824 || Lacrosse, Bruxelles

- Biographie pittoresque des Jésuites ou Notices abrégées théologiques et historiques sur les jésuites célèbres (Una Biografía Pintoresca sobre los Jesuitas o Notas Teológicas e Históricas abreviadas acerca de los famosos Jesuitas) 1826

- Fastes militaires des Belges (Registro Militar de los Belgas) 1835-1836 4 volumes

- Légendes de l'histoire de France II (Leyendas de la Historia Francesa II)  1850

- Godefroid de Bouillon, chroniques et légendes du temps des deux premières croisades, 1095-1180 (Godefroid de Bouillon, las crónicas y las leyendas del tiempo de las primeras dos cruzadas, 1095-1180) 1842
- Légendes de la Sainte Vierge (Leyendas de la Bendita Virgen) 1845
- Légendes de l'Histoire de France(Leyendas de la Historia Francesa) 1846
- La chronique de Godefroid de Bouillon et du royaume de Jérusalem. Première et deuxième croisade (1080-1187) avec l'histoire de Charles-le-Bon... (La crónica de  Godefroid de Bouillon y el reino de Jerusalén. Primera y segunda cruzada (1080-1187) con la historia de Charles-el-Dios...1848
- La Reine Berthe au grand pied (La Reina Berthe con el gran pie) 1854
- Légendes des commandements de l'Eglise (Leyendas de los Mandamientos de la Iglesia) 1860
- Légendes des sacrements (Leyendas de los sacramentos) 1860
- Légendes des femmes dans la vie réelle (Leyendas de las mujeres en la vida real) 1861
- Légendes de l'ancien testament, recueillies des apocryphes, des rabins et des légendaires, distinguées avec soin des textes sacrés (Leyendas del antiguo testamento, los libros apócrifos completos, rabinos] y los legendarios, distinguidos con cuidado de los textos consagrados) 1861
- Légendes Infernales, relations et pactes des hôtes de l'enfer avec l'espèce humaine (Leyendas Infernales, las relaciones y pactos de los anfitriones del infierno con la humanidad) 1861
- Légendes de l'autre monde, pour servir à l'histoire du paradis, du purgatoire et de l'enfer, avec quelques esquisses de personnages peu soucieux de leur âme (Leyendas del otro mundo, para ser utilizadas para la historia del paraíso, el purgatorio y el infierno, con algunos cambios de personajes no muy concernientes a su alma) 1862
- La Vie et les légendes intimes des deux empereurs Napoléon Ier et Napoléon II jusqu'à l'avénement de Napoléon III (La Vida y las leyendas íntimos de los dos emperadores Napoleón I y Napoleón II hasta el advenimiento de Napoleón III) 1863
- Légendes du calendrier (Leyendas del Calendario) 1863
- Légendes du juif errant et des seize reines de Munster (Leyendas del judío errante y las dieciséis reinas de Munster) 1866
- Légendes des commandements de Dieu (Leyendas de los mandamientos de Dios) 1864
- Légendes des sept péchés capitaux (Leyendas de los Siete Pecados Capitales) 1864
- Légendes des douze convives du chanoine de Tours || leyendas de los doce huéspedes del chanoine de Tours 1864
- Taxes des parties casuelles de la boutique du pape pour la remise, moyennant argent, de tous les crimes et pêchés (Tasa sobre las fiestas fortuitas de la tienda del papa para el descuento, con dinero, de todos los crímenes y pecados) 1871
- La fin des temps, confirmée par des prophéties authentiques nouvellement recueillies (El fin de los tiempos, confirmado por las profecías auténticas reunidas recientemente) 1871
- La vie du cure J. Meslier d'après Voltaire (La vida del cura Jean Meslier según Voltaire) 1871
- Recherches sur l'alimentation des reptiles et des batraciens de France (Investigaciones sobre la alimentación de los reptiles y batracios de Francia) 1876

- Catalogue des reptiles et batraciens du département de l'Aube et étude sur la distribution géographique des reptiles et batraciens de l'est de la France(Catálogo de reptiles y batracios del departamento del alba y estudio sobre la distribución geográfica de los reptiles y batracios del este de Francia) 1878
- Légendes des esprits et des démons qui circulent autour de nous (Leyendas de los espíritus y los demonios que circulan a nuestro alrededor)
- Le docteur Péperkouk (Doctor Péperkouk)
- Légendes des origines (Leyendas de los orígenes)
- Légendes des vertus théologales et des vertus cardinales (Leyendas de las virtudes teológicas y de las virtudes cardinales)
- Traditions populaires et anecdotes insolites: Légendes infernales (Tradiciones populares y anécdotas insólitas: Leyendas infernales)
- Légendes du Moyen Âge (Leyendas de la Edad Media)

- Datos: Q2283832
- Multimedia: Jacques Collin de Plancy / Q2283832